# Willy Dreyfus
Willy Dreyfus (* 14. März 1885 in Frankfurt am Main; † 12. Januar 1977 in Montreux) war ein Schweizer Bankier deutsch-jüdischer Herkunft.

## Leben
Willy Dreyfus, Sohn des Teilhabers Isaac Dreyfus (1849–1909) und Enkel des Gründers des Bankhauses J. Dreyfus & Co. mit Niederlassungen in Frankfurt und Berlin, Jacques Dreyfus-Jeidels (1826–1890), schloss nach dem Abitur eine Lehre im Familienunternehmen in Berlin sowie in London ab, bevor er nach dem Tod des Vaters 1909 die Leitung des Bankhauses übernahm. Er nahm prominente Bankiers als persönlich haftende oder stille Gesellschafter auf und war seit 1914 in der Bankabteilung des deutschen Generalgouvernements in Brüssel tätig, wo er unter anderem mit Hjalmar Schacht, Hans Fürstenberg und Paul von Mendelssohn-Bartholdy zusammenarbeitete.
Seit 1924 vermittelte Dreyfus durch seine Kontakte zu britischen sowie US-amerikanischen Banken bedeutende Auslandskredite für das Deutsche Reich und deutsche Industrieunternehmen. Er war in zahlreichen Wirtschaftsgremien tätig, Vorstandsmitglied der Jüdischen Gemeinde Berlin und seit 1927 Vizepräsident des Hilfsvereins der deutschen Juden.
1937 und 1938 wurden nacheinander die Frankfurter und Berliner Filiale durch die Nationalsozialisten „arisiert“. Dreyfus emigrierte mit seiner Familie 1938 in die Schweiz, wo er sich wissenschaftlich und gemeinnützig betätigte. Willy Dreyfus, der 1977 im Alter von 91 Jahren verstarb, war der jüngere Bruder des bereits 1933 in die Schweiz emigrierten Neurologen Georg Ludwig Dreyfus.

## Schriften
- Bankwesen und Bankpolitik. Teubner, 1924.
- Wirtschaftswende: Betrachtungen zur finanziellen Gesundung des Kontinents. Europa Verlag, 1945.